# The Perfect Candidate
 (mai 2021).
Si vous disposez d'ouvrages ou d'articles de référence ou si vous connaissez des sites web de qualité traitant du thème abordé ici, merci de compléter l'article en donnant les références utiles à sa vérifiabilité et en les liant à la section « Notes et références ».
Pour plus de détails, voir Fiche technique et Distribution.
The Perfect Candidate est un film germano-saoudien réalisé par Haifaa al-Mansour et sorti en 2019. Il est présenté en sélection officielle à la Mostra de Venise 2019.

## Synopsis
Femme, célibataire et médecin passionnée, Maryam n'a pas le profil idéal pour vivre une existence paisible dans sa petite ville reculée d'Arabie saoudite. Agacée par la corruption locale qui empêche sa clinique de se connecter au réseau routier, elle décide d'agir en proposant sa candidature à la municipalité.
Sous le regard inquiet de leur père, Maryam et ses sœurs vont bousculer les mœurs d'un pays très traditionaliste.

## Fiche technique
- Titre : The Perfect Candidate
- Réalisation : Haifaa al-Mansour
- Scénario : Haifaa al-Mansour et Brad Niemann
- Photographie : Patrick Orth
- Montage : Andreas Wodraschke
- Musique : Volker Bertelmann
- Pays de production :  Allemagne,  Arabie saoudite
- Genre : drame
- Durée : 104 minutes
- Dates de sortie :
  - Italie : 28 août 2019 (Mostra de Venise)
  - Allemagne : 12 mars 2020
  - France : 12 août 2020

## Distribution
- Nora Al Awadh : Sara
- Dae Al Hilali : Selma
- Mila Al Zahrani : Maryam
- Khalid Abdulraheem : Abdulaziz
- Shafi Alharthy : Mohammed
- Tarek Ahmed Al Khaldi
- Khadeeja : Khadeeja Mua'th
- Hamad Almuzainy : Abu Musa